# Африканерський націоналізм

Національний Прапор Африканерів

Африканерський націоналізм (афр. Volkseenheid) — політична ідеологія, яка зародилася наприкінці 19 століття довкола ідеї, що африканери у Південній Африці є «богообраний народ». Також він був під сильним впливом антибританських настроїв, які зросли серед африканерів, особливо через англо-бурські війни . Африканерський націоналізм підкреслив єдність усіх білих людей, що говорили мовою африкаанс (folk) (народ), на противагу «чужинецьких» елементів, як-то чорношкірі, євреї та англомовні південноафриканці .
За словами історика Т. Дунбара Муді, африканерський націоналізм, можна охарактеризувати як свого роду суспільну релігію, яка поєднує історію африканерів, їхню мову та африканерський кальвінізм як ключові символи. Основними прихильниками і послідовниками цієї ідеології таємна організація Брудербонд і Національна партія, яка правила країною з 1948 по 1994 р.. Також цієї ідеології дотримувалися інші організації такі, як Федерація африканерських культурних організацій (Federasie van Afrikaanse Kultuurvereniginge, FAK), Інститут християнської національної освіти і  Асоціація захисту прав білих робітників.

## Формування ідеології
Одним з перших ідеологів африканерського націоналізму був пастор Нідерландської реформаторської церкви Стефен Дю Туа, що також був одним із членів-засновників Брудербонду, а також головним редактором газети Die Afrikaanse Patriot (Африканерський Патріот). [1] У своїх працях Дю Туа виклав тези, що африканери є окремою нацією зі своєю батьківщиною (Південною Африкою) і своєю рідною мовою (африкаанс), і що доля фольку правити Південною Африкою .

## Нідерландська реформаторська церква

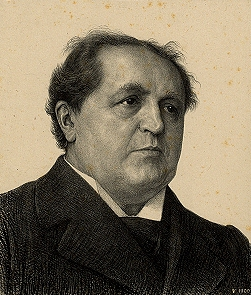
Авраам Кейпер

Релігія, особливо африканерський кальвінізм, зіграла ключову роль у розвитку африканерського націоналізму, а отже, ідеології апартеїду. Нідерландська реформаторська церква Південної Африки у вісімнадцятому столітті була втягнута в постійну боротьбу проти всього нового і сучасного. Вона проводила лінію консервативних поглядів Авраама Куйпера, який підкреслював, що влада Бога є понад усіх сфер Його творіння. Ці сфери, наприклад, історичні нації, мають бути збережені і захищені від лібералізму і революційної ідеології . Куйпер також відхилив ідеї Просвітництва з його орієнтацією на людський раціоналізм і індивідуальність, що сприяли встановленню ідеалів рівності, братерства і свободи Французької революції. На його думку, всі ці ідеї оспорюють владу Бога . Праці африканерських богословів базувалися на цих ідеях, що мали великий вплив на політичну, економічну і культурну сфери суспільного життя[6]. Африканерська історія також мала своє трактування на основі християнсько-націоналістичної ідеології. Навіть Поль Крюгер, президент Трансваалю і один із засновників Нідерландської Реформаторської церкви, називав історію «священною історією» фольку, як обраного народу. Великий трек розглядався як Вихід з британського правління в Капській колонії до Землі обітованої бурської республіки .

## Секулярний африканерський націоналізм
У 1930-40-х рр. багато представників інтелектуалів брали участь у розробці теоретичних напрацюваннях африканерського націоналізму. Ніколас Йоганнес Дідеріхс , який згодом став президентом Південної Африки, сформулював африканерську націоналістичну ідеологію в своїй книзі «Націоналізм як світогляд і його ставлення до Інтернаціоналізму». На цю працю вплинула теологія Куйперіана. За Дідеріхсом, Бог створив народи, і ці нації були благословенні Богом, щоб існувати окремо й незалежно. Таким чином, африканери могли відмовити від створеної британцями моделі Південної Африки, в якій вони будуть як меншина співіснувати з представниками інших етнічних груп . Джеффрі Кронж розвинув ці ідеї далі і стверджував, що допоки африканери існуватимуть як меншини в расово та культурно різнорідному середовищі, вони не зможуть дозволити чорній більшості розвиватися економічно і політично, оскільки це може призвести до чорного панування. Він визнав це несправедливим і нехристиянським, і тому запропонував рішення повної сегрегації між чорними і білими.
Африканерська націоналістична інтелігенція разом з Національною партії і Брудербондом завершили розробку радикальної націоналістичної ідеології, яка відмовлялася від британського панування в економіці і політиці, а також практики mengelmoes («безлад») — перевезення чорних робітників-мігрантів у країну. Їхнє вирішення полягало у рішучій зміні в Південній Африці демографічної карти з пануванням африканерської республіки, вільної  від британського імперіалізму. Однак через опозицію міського середнього класу, вони не пропонували повернутися до консервативного, архаїчного бурського скотарства.

## Африканерський націоналізм і расова сегрегація
Спочатку протягом 19 століття, позиція Нідерландської реформаторської церкви з націоналістичного питання була більш прагматичною, ніж ідеологічною. Наприклад, у Південній Африці расова сегрегація розглядалася як гармонійний спосіб управління гетерогенної спільноти. Економічна депресія 1905—1909 рр. змінила це відношення, коли виникла нова група «бідних білих», в основному африканерів  До 1939 р. расова сегрегація увійшла в церковну догматику: "політика сегрегації виправдовувалася африканерами і їх церквою як святе покликання Церкви, щоб побачити тисячі бідних білих у містах, які борються в нинішньому економічному світі … Застосування сегрегації надалі спричинить створення окремих здорових міст небілих, де вони будуть в змозі розвиватися по своїй лінії, встановлювати свої власні інституції, а згодом і самоврядування під опікою білих ". Африканерська держава як християнська цивілізація, таким чином, мала божественне право розвиватися окремо і керувати навколо середовища «язичницьких» етносів .

## Африканерський націоналізм і нацизм
Африканерський націоналізм і нацизм мали спільне коріння (релігійний націоналізм, расизм і пан-германізм).  Наприклад, африканерський критицизм капіталістичної системи в міжвоєнний період виходив з антисемітизму . Багато африканерських націоналістів розглядали  форму правління німецьких нацистів, як сильний уряд, покликаний захистити фольк. До і під час Другої світової війни ці настрої призвели до появи цілої низки пронацистських африканерських націоналістичних організацій, таких як Ossewabrandwag і її військове крило Stormjaers .

## Африканерські націоналістичні політики
.

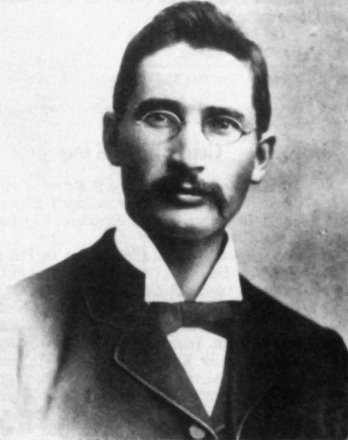
Джеймс Баррі Муннік Герцог

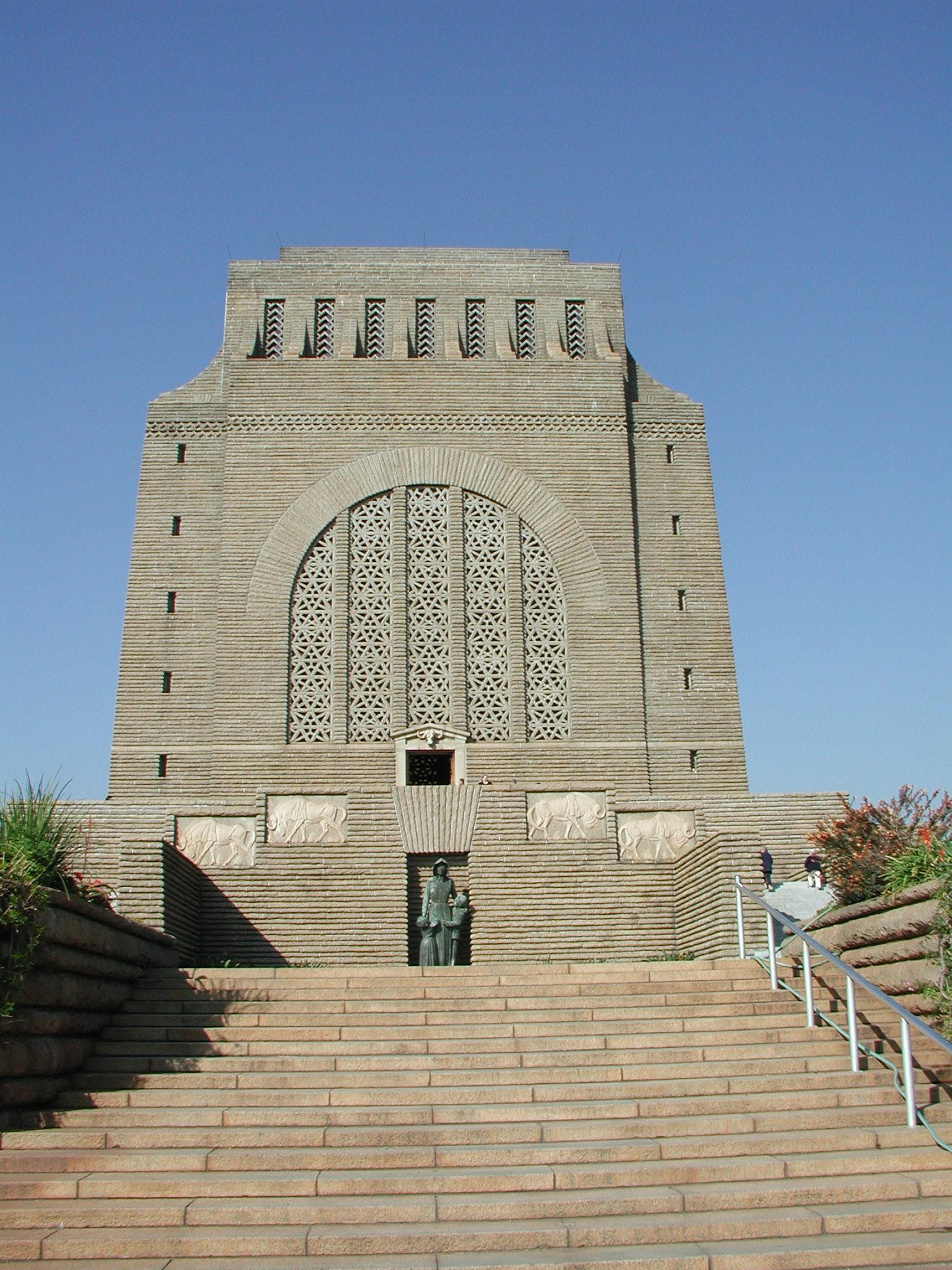
Монумент фоуртреккерам, Африканерський націоналістичний монумент на честь людей, що взяли участь у Великому треку. Архітектор Жерард Мурдійк охарактеризував його, як "монумент, що стоятиме тисячі років і розповідатиме нащадкам історію Великого треку

Джеймс Баррі Муннік Герцог вів Національну партію на вибори 1905 і 1920 рр. під гаслом: «Південна Африка понад усе» з метою створення незалежної Південної Африки від британської корони. У 1924 році на виборах його партія перемогла  Південно-Африканську партію, очолювану Яном Смутсом, після того, як Смутс застосував силу, щоб придушити Рендське повстання білих шахтарів в 1922 році. Він залишався при владі протягом 15 років в коаліційному уряді з лейбористами. Під час свого правління, Герцог постійно сприяв африканерському націоналізму, поглибленню расової сегрегації в країні .

## Брудербонд

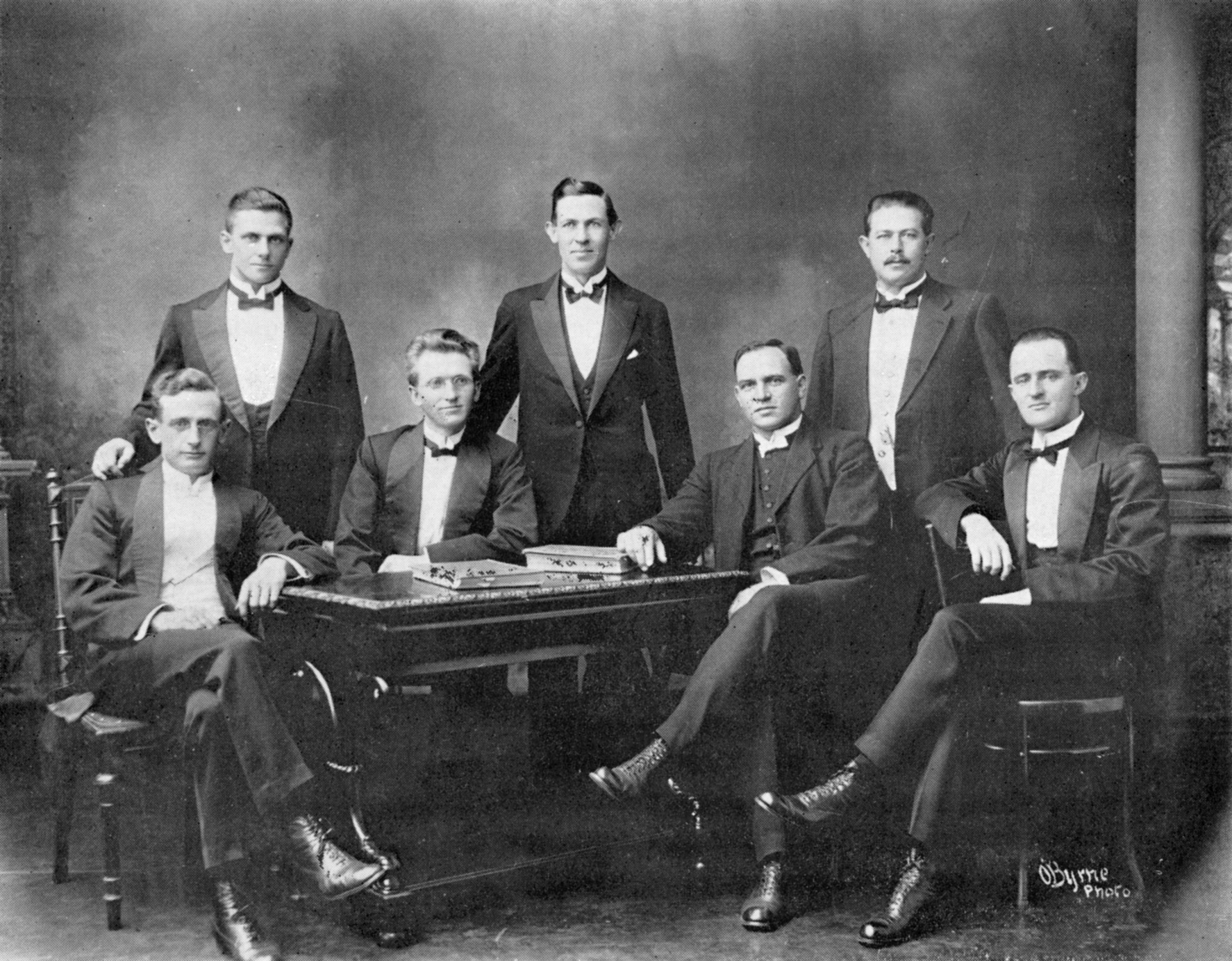
лідери Брудербонду у 1918 р.

Впродовж 1930-х років група членів Брудербонду члени окреслила ідеологію африканерського націоналізму, намагаючись створити загальну «Християнсько-націоналістичну» спільність для всіх білих, африкаансомовних жителів Південної Африки, а також ввести поняття «volkskapitalisme» (народний капіталізм), що ставив за мету взяти під свій контроль  «англійську» або «єврейську» іноземну економічну систему і адаптувати її до африканерського національного характеру  . Volkskapitalisme прагнув поліпшити економічні умови африканерів, які загалом у той час були гіршими, ніж у англомовних білих жителів Південної Африки. На практиці програма містила в собі пункт про вкладання і накопичення африканерського капіталу в новий та існуючий бізнес африканерів. Хоча volkskapitalisme вдалося створити деякі африканерські компанії, такі як Санлам і Фольксам і перетворити їх у корпоративних гігантів, що все ще відігравали центральну роль в економіці Південної Африки, зрештою економічну вигода для більшості бідних африканерів була мінімальною .
Незважаючи на зусилля активістів  Брудербонду з «африканеризації» Південної Африки, освоєння нової християнсько-націоналістичної африканерської спільноти йшло повільно і мляво. За даними опитувань, більшість із цільової групи (білі, африкаансомовні) не голосували за африканерську націоналістичну Національну партію до початку 1960-х років .

## Часописи
У 1930-40-х рр. африканерські націоналістів окреслили міф «уявної спільноти» африканера за допомогою карт та розповідей про героїчне минуле, моральну мету і місце серед інших народів. Ці ідеї були поширені за допомогою нових африканерських друкованих часописів таких, як Християнсько-націоналістичний журнал Koers (Напрямки) і популярніший Inspan. Такі журнали, як Huisgenoot, книги, видані видавництвом Burger Boekhandel і газети Die Burger, Transvaler і Volksblad. Вживання мови африкаанс, замість нідерландської мови активно насаджувалося повсюдно у 1920-ті роки, особливо в школах для білих.  Біблія була перекладена мовою африкаанс в Й. дю Туа, Є. ван Руєном, Й. Кестеллом, Г.  Фур’є і Б. Кітом у 1933 році. [

## Прихід до влади
Південноафриканська опозиція під час Другої світової війни через участь країни у війні проти гітлерівської Німеччини призвело до зростання Національної партії і приходу її до влади на виборах 1948 року, що потягнуло за собою втілення елементів апартеїду в країні і, зрештою, його встановлення у 1961 році, коли Південна Африка вийшла з Британської Співдружності і стала республікою..  Уряд Національної партії здійснював поряд з апартеїдом, програму соціального консерватизму. Порнографія, азартні ігри та інші подібні суспільні вади були заборонені, тому що вони вважалися елементами не сумісними з «африканерським способом життя» . Навіть перелюб і його спроби були заборонені (Закон № 23 від 1957 р.).

## Поява суперечностей
У 1960-ті роки виник розкол в африканерському електораті з питання про те, як зберегти самобутність у багатонаціональному суспільстві: одна фракція наполягала на збереженні національної ідентичності шляхом суворої ізоляції, в той час як інша вважала, що такі бар'єри повинні бути послаблені. У 1970 році на виборах радикальне угруповання "осколок від Національної партії, Herstigte Nasionale Party отримала 3,59% голосів виборців порівняно з 54,86% Національної партії. Розрив ще більше збільшився в 1980-х почасти через міжнародний тиск проти апартеїду.. Одним з примітних африканерських націоналістичних організацій був Африканерський Рух Опору (AWB), з середовища воєнізованих груп. Його електорат налічував за оцінками 5-7% білих південноафриканців в 1988 році. Організація зіткнулася з особистими та бойовими скандалами наприкінці 1980-х і на початку 1990-х років, що призвело до ослаблення підтримки.
У 1990-х рр. Національна партія визнала провал свого націоналістичного проекту, і під керівництвом Ф. де Клерка демонтувала політичну системи, створену в 1948 році. Після апартеїду, африканерський націоналізм втратив більшу частину своїх прихильників .

## Після апартеїду
Хоча в основному він зник з політичного і суспільного життя, все ж африканерський націоналізм живе через такі політичні ініціативи, як Сайберської Республіки бурської нації, яка стверджує про права «білого корінного племені на півдні Африки» і спробувала звернутися із закликом до Робочої групи ООН з корінних народів для захисту культурних, мовних і релігійних прав людей по всьому світу. [20] Крім того, деякі маргінальні праві політичні партії, такі, як Herstigte Nasionale Party, як і раніше заявляють про свою мету стати "рішучого просування африканерського націоналізму ".
Традиції Християнсько-національної освіти продовжується Рухом за Християнсько-національну освіту (афр. Beweging vir Christelik-Volkseie Onderwys), яка виховує молодь у африканерських кальвіністських традиціях, бурській історії та культурі, а також мовою африкаанс.  AWB залишається активною в Південній Африці після ліквідації апартеїду. У 2008 році організація була відновлена і активно пропагує ідею створення окремої бурської держави у межах колишніх бурських республіках. 3 квітня 2010 року, Юджин Терре’Бланш, лідер AWB був убитий на своїй фермі .